# منطقه آزاد تجاری-صنعتی بانه و مریوان
منطقهٔ آزاد تجاری، صنعتی بانه و مریوان
یکی از مناطق آزاد در شهرستان مهران در استان ایلام و در مرز ایران و عراق است که در سال ۱۴۰۰ تاسیس آن به تصویب هیئت دولت رسید. و در اسفند ماه همان سال با انتصاب مدیر اجرایی آن رسماً آغاز به کار کرد.

## گذرگاه مرزی
گذرگاه مرزی سیران‌بند در شهرستان بانه و گذرگاه مرز باشماق در شهرستان مریوان در این منطقه قرار دارند.